# آنیا پیرونی
آنیا پیرونی (ایتالیایی: Ania Pieroni؛ زادهٔ ۲۸ فوریهٔ ۱۹۵۷) بازیگر اهل ایتالیا است. وی بین سال‌های ۱۹۷۸ تا ۱۹۸۵ میلادی فعالیت می‌کرد.
از فیلم‌ها یا برنامه‌های تلویزیونی که وی در آن نقش داشته‌است، می‌توان به همین‌گونه بمان و ظلمت اشاره کرد.